# 滋賀県立公文書館
滋賀県立公文書館（しがけんりつこうぶんしょかん）は2020年（令和2年）に開設した滋賀県のアーカイブズ機関。前身は滋賀県県政史料室（2008年（平成20年）6月に開設）。主に明治期以降に作成された特定歴史公文書や行政資料、寄贈・寄託文書を閲覧に供している。

## 沿革

### 県政史料室の開室
県政史料室の開設は、2006年（平成18年）11月に「滋賀県公文書保存活用検討懇話会」がとりまとめた提言が直接の契機となっている。同懇話会は、大橋松行（滋賀県立大学助教授）が座長を務め、2006年5月から同年11月にわたり計5回開催された。懇話会提言では、明治期 - 昭和戦前期の永年保存文書の「歴史的文書」（歴史公文書等）への指定や、同文書の管理・閲覧に必要な規程の整備、保存期間を満了した有期限保存文書の評価・選別など、将来の公文書館設置を見据えて、暫定的に公文書館機能に代替する仕組みを設ける必要性が述べられている。
この提言を受けた県は、2007年4月に「歴史的文書の閲覧等に関する要綱」等を制定し、歴史的文書の閲覧や複写、撮影などの手続きを定めた。また、その利用サービスを行う場として、同年末から県庁新館（公文書センター）3階の県民情報室を改装。2008年6月、同室内に県政史料室を開設するに至った。

### 県立公文書館の開館
2011年（平成23年）4月、公文書等の管理に関する法律（公文書管理法）が施行されると、滋賀県でも時代に則した公文書の管理および公文書館機能の整備を図るため、2015年7月に「公文書管理に関する有識者懇話会」が設置される。同懇話会は、佐伯彰洋（同志社大学法学部長）が座長を務め、翌年5月まで計5回開催された。県は同懇話会での議論を踏まえ、2016年9月に「未来に引き継ぐ新たな公文書管理を目指して（方針案）」を策定。歴史的文書の利用請求権の創設や、公文書の統一的な管理ルールの確立、歴史的文書の利便性の向上と情報提供の充実など、新たな公文書管理ルールの整備に向けて取り組む考えを示した。
その後、庁内で議論を重ねた県は、2018年5月に「滋賀県公文書等の管理に関する条例」の制定等について常任委員会に報告。11月には「滋賀県公文書等の管理に関する条例要綱案」を公表して、県民政策コメント（パブリックコメント）を募った（18名・1市の意見・情報が寄せられる）。2019年3月15日、同条例および関連条例が県議会で可決成立（同月22日公布）。2020年4月に施行され、県立公文書館が県政史料室を改組して開設された。
| 年   | 月 | 事項                                                                           |
| ---- | -- | ------------------------------------------------------------------------------ |
| 1988 | 9  | 公文書センターの竣工                                                           |
| 1989 | 4  | 滋賀県公文書の公開等に関する条例を施行                                         |
| 2006 | 11 | 滋賀県公文書保存活用検討懇話会が提言を知事に提出                               |
| 2007 | 4  | 「滋賀県歴史的文書の閲覧等に関する要綱」等を策定                               |
| 2008 | 6  | 県政史料室の開室                                                               |
| 2010 | 12 | 歴史的文書解読講座の開始（職員対象）                                           |
| 2011 | 1  | 県内公文書館担当者意見交換会（翌年に県内歴史的公文書等担当者会議と改称）を開始 |
| 2011 | —  | 全国歴史資料保存利用機関連絡協議会（全史料協）に加入                           |
| 2013 | 3  | 「滋賀県行政文書」9,068冊が県有形文化財に指定                                  |
| 2013 | 9  | 『公文書でたどる近代滋賀のあゆみ』（サンライズ出版）を刊行                     |
| 2014 | 10 | ホームページに簿冊目録・件名目録を掲載                                         |
| 2015 | 6  | 進駐軍関係（渉外）の行政文書154冊を歴史的文書に追加                            |
| 2016 | 7  | 行政資料614点、行政文書14冊を歴史的文書に追加                                  |
| 2016 | 11 | 情報紙『滋賀のアーカイブズ』を創刊                                             |
| 2018 | 1  | 明治150年特別展「湖国から見た明治維新」を開催（ - 19年1月）                    |
| 2018 | 3  | 展示ケースを2台増設                                                            |
| 2019 | 1  | ツイッターアカウントを開設                                                     |
| 2019 | 3  | 滋賀県公文書等の管理に関する条例を公布                                         |
| 2020 | 4  | 県立公文書館の開館                                                             |

## 所蔵資料
特定歴史公文書　15,432冊
県職員が職務上作成し、または取得した公文書で、公文書館に移管されたもの。明治 - 昭和戦前期の9,068冊は、2013年3月に滋賀県指定有形文化財（歴史資料）に指定されている。
- 明治期 4,187冊
- 大正期 1,601冊
- 昭和戦前期 3,303冊
- 昭和戦後期 3,928冊
- 平成期 2,413冊

行政資料　648点
県が保管していた諸資料（行政刊行物、図書類等）のうち、歴史的な価値があるとして公文書館が管理しているもの。
- 県日誌 24点
- 県会歴史 35点
- 滋賀県史（府県史料） 263点
- 近江輿地志略 38点
- 近江国村史（皇国地誌） 46点
- 旧藩県史 6点
- 県史関係図書・資料（古文書含む）
- ロシア皇太子ニコライ・ギリシャ王子ジョージ像 1点
- 大津県印 1点
- その他の図書類 等

寄贈・寄託文書　53点
県にゆかりの深い個人・団体からの寄贈・寄託文書。
- 堀田義次郎関係文書 52点
- 明治天皇容態日誌 1点